# 文明街马家大院
25°02′28″N 102°42′29″E / 25.04111°N 102.70806°E
文明街马家大院，又称金兰茶苑，位于中国云南省昆明市五华区护国街道景星街社区钱王街4号，原为昆明首任市长马轸的住宅，是昆明市区内现存保护最完整的白族民居经典建筑。
马家大院始建于1923年，原门牌为小银柜巷7号。整个宅院占地约1143平方米，呈“四合五天井”、“走马转角楼”式院落格局。檐下花枋、滴珠板和首层格子门木雕以大量传统题材和吉祥寓意团做装饰并贴金箔，二层门扇施彩画，檐部抱头梁下有灯笼垂柱。该建筑曾获2001年度联合国教科文组织亚太地区遗产保护奖。2003年公布为市级文物保护单位，2012年公布为省级文物保护单位。